# Hippolyte Bayard
Hippolyte Bayard (20. ledna 1801 Breteuil-sur-Noye, Francie – 14. května 1887 Nemours) byl francouzský fotograf, umělec, finanční úředník, právní poradce a vynálezce. Je považován za jednoho z otců fotografie, spolu s Niepcem, Daguerrem, William Fox Talbotem a Hérculem Florencem. Vynalezl svůj vlastní fotografický proces známý jako přímý pozitivní tisk. Zorganizoval první veřejnou výstavu fotografií na světě a přesto je pokládán za zneuznaného průkopníka fotografické techniky. Je známý také jako první autor zmanipulované fotografie v dějinách, kterou zinscenoval jako svou údajnou sebevraždu. Byl také prvním fotografem, který dostal zakázku od vládní organizace zdokumentovat historickou architekturu ve Francii.

## Život a dílo

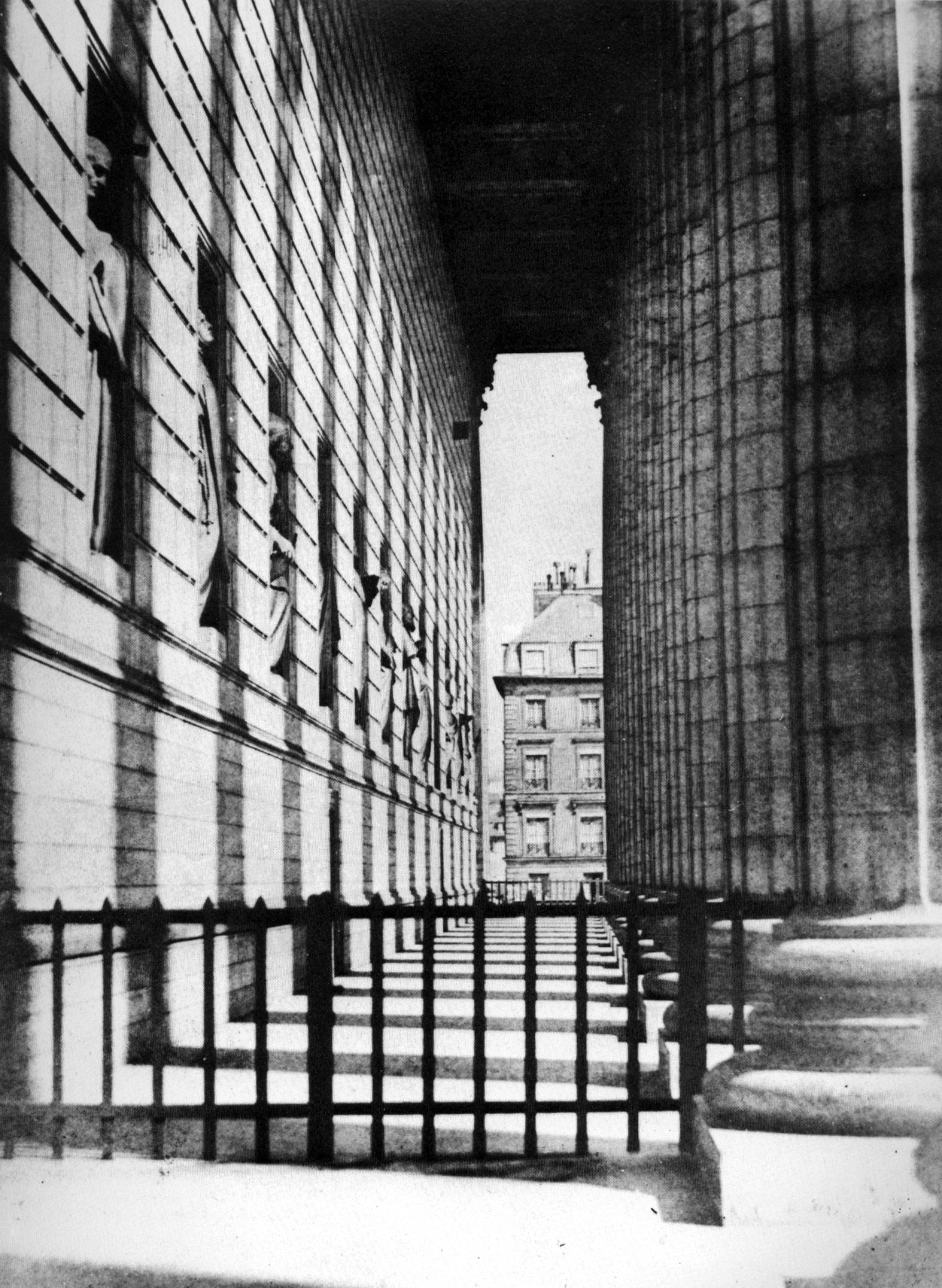
La Madeleine, Paříž, cca 1845, ze sbírky Société héliographique

Hippolyte Bayard byl synem smírčího soudce Emmanuela Bayarda a Adélaïde Elisabette Vacousin z Breteuil-sur-Noye v departementu Oise. Mladý Hippolyte byl všestranně nadaný: maloval, kreslil, byl považován za invenční typ a byl obdařen kromě výtvarných dovedností také mnoha znalostmi z fyziky a chemie.
Poměrně brzy jej rodiče vzali do metropole umění Paříže, kde začal – v rodinné tradici – pracovat jako právník a jako státní úředník na ministerstvu financí. Finančně zabezpečený se mohl věnovat výhradně svým uměleckým experimentům v soukromém životě. Spřátelil se s malířem Henrim Grevedonem (1776–1860) a dalšími umělci a uměleckými řemeslníky.
O soukromém životě Bayarda je toho známo jen málo, žil velmi skromně a v ústraní. Od mládí jej fascinoval fenomén světla, se kterým nezávisle na Niépcovi či Dagguerrovi experimentoval a několik let hledal způsob, jak pořídit snímky na světlocitlivý papír a ustálit jej. Někteří životopisci tvrdí, že Bayard se měl pařížskému optikovi Charlesi Louisi Chevalierovi – u kterého nakupoval optické čočky také Daguerre – svěřovat se svými prvními pokusy již v roce 1830. Nejpozději však roku 1837 se mu podařilo pořídit první fotogramy na citlivé papíry, které řadil chronologicky v albu.
Uskutečnil první veřejnou výstavu fotografií na světě 24. června 1839 – tedy ještě dříve než Daguerre. Výstava sloužila jako pomoc obětem zemětřesení.
I přes počáteční nesnáze při fotografování, byl Bayard produktivním členem představenstva fotografické společnosti. Bayard byl také zakládajícím členem francouzské společnosti fotografování. Bayard byl také prvním fotografem, který byl roku 1851 pověřen dokumentováním architektury a historických památek ve Francii. Projekt se jmenoval Missions Héliographiques a zadala jej organizace Úřad historických památek (Commission des Monuments historiques) podporovaná francouzskou vládou. Po něm byli do projektu vybráni ještě další čtyři fotografové: Gustave Le Gray, Auguste Mestral, Édouard Baldus a Henri Le Secq.
Bayard pořídil mnoho pohledů na Paříž v prvních letech po vynálezu fotografie. Pro tento úkol favorizoval britskou kalotypii před francouzským procesem daguerreotypie. Za několik let vytvořil celou řadu architektonických studií, které předcházely dokumentům Eugèna Atgeta, který zachycoval atmosféru pařížských ulic a scén o asi padesát let později.
Dne 15. listopadu 1854 byl mezi zakladateli fotografického sdružení Société française de photographie v Paříži ještě spolu s osobnostmi jako Olympe Aguado, Alexandre Edmond Becquerel, Eugène Durieu, Edmond Fierlants, Jean-Baptiste Louis Gros, Gustave Le Gray, Henri Victor Regnault a další.
Od roku 1855 spolupracoval s francouzským karikaturistou a fotografem Bertallem, v roce 1860 si spolu otevřeli fotoateliér.

## Přímý pozitivní tisk

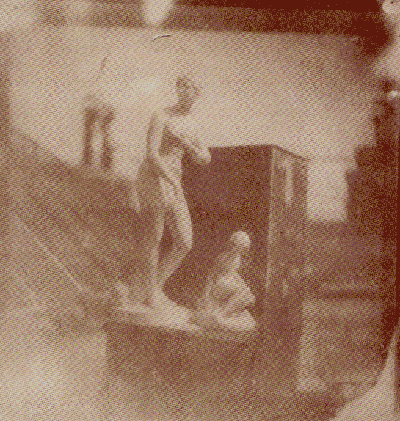
Dvě sochy vyfotografované na vrcholu střechy, 1839–1840, přímý pozitivní tisk

Na rozdíl od Daguerra, který experimentoval s citlivostí na světlo pouze s kovovými destičkami, nalezl Bayard způsob ve kterém obyčejný dopisní papír potřel chloridem stříbrným a nechal jej zčernat na slunci. Následně jej ve tmě ponořil do roztoku jodidu draselného – takzvaného Lugolova roztoku, ještě vlhký papír vložil do camery obscury a nechal znovu exponovat. Papír vybělil, přičemž se jód vyloučil z roztoku jodidu draselného a byl navázán na zčernalé stříbro, čímž vznikl pozitivní obraz. Expozice mohla trvat přibližně 15 minut. Přímé pozitivy pak ustaloval v roztoku thiosíranu sodného a vypíral ve vodě. Nevýhodou této metody byl nedostatečně kontrastní negativní obraz, takže přímé kopírování nebylo možné. To byl jeden z důvodů, proč se Bayardova metoda více neujala a nebyla využívána.
Bayard tento postup označoval jako papírová fotografie, ale zveřejnil ji 24. února 1840 jako přímý pozitivní tisk.

## Soutěž s Daguerrem

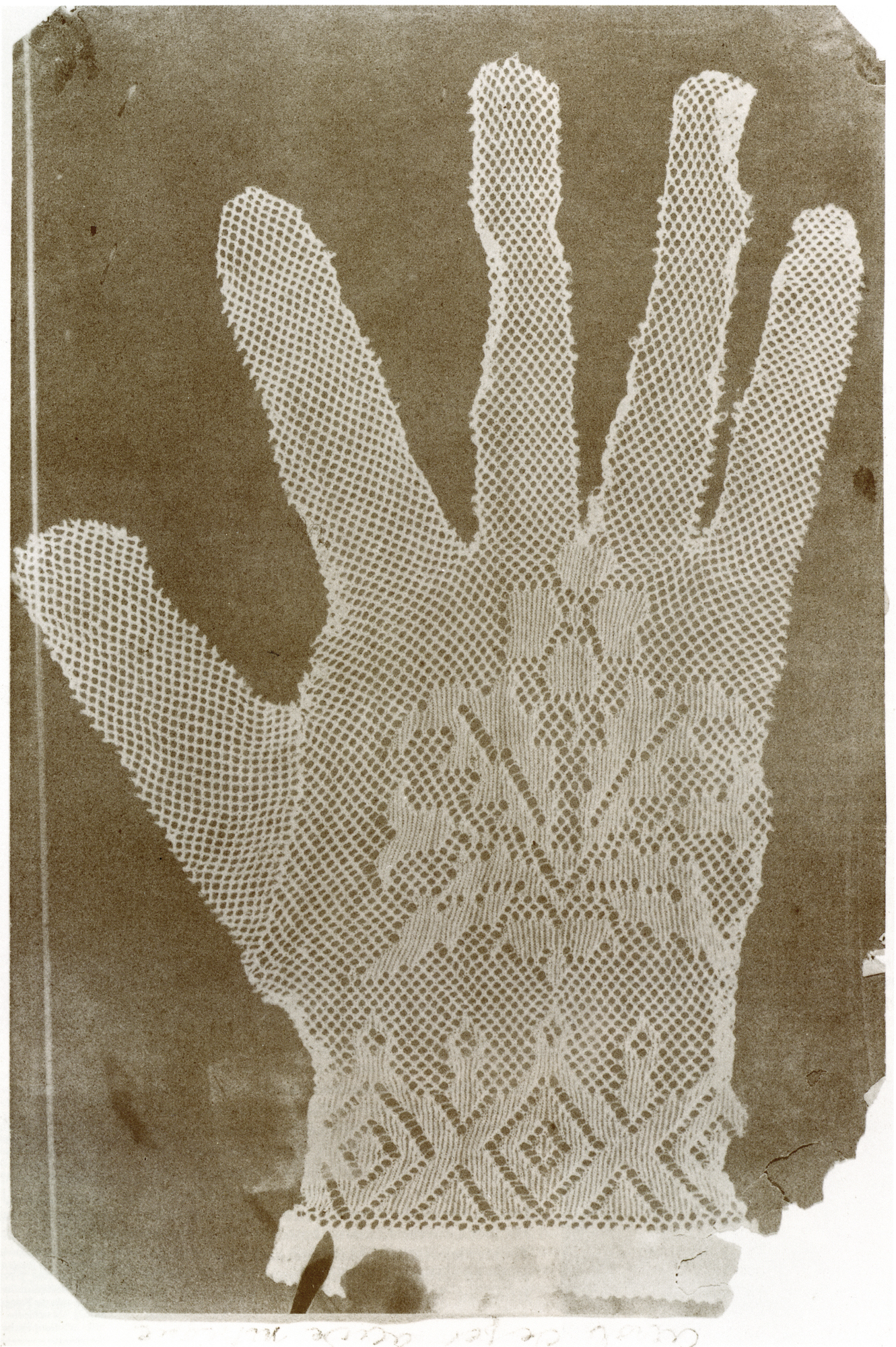
Krajková rukavice, 1839–1840

Jako vlivný tajemník Francouzské akademie věd a přítel fotografa Louise Daguerra roku 1839 významně zasáhl do přijetí vynálezu fotografie Dominique François Jean Arago. Arago představil daguerrotypii, kterou vyvinul Daguerre spolu s Nicéphorem Niépcem, na zasedání Francouzské akademie věd. Zpráva mezi vědci vzbudila senzaci a rozlétla se do celého světa.
Vývojem fotografických metod se zabýval také Hippolyte Bayard a své experimenty rovněž ukázal Aragovi. Ten mu poskytl určitou částku na další výzkum, ovšem současně ho přesvědčil, aby své vynálezy zatím nezveřejňoval. Jedním z možných motivů mohla být snaha nepřipustit, aby se kolem vynálezu rozpoutal boj o prvenství. Následkem toho Bayardovy experimenty nevešly v takovou známost, jako Daguerrovy a francouzská akademie dala přednost daguerrotypii. Bayard označil Aragovo jednání za podvodné a na protest zveřejnil fotografii s vlastním autoportrétem, na němž se stylizoval do role muže, který spáchal sebevraždu utopením. Dne 15. června 1839 podepsal král Ludvík Filip zákon, kterým byla Daguerrovi přiznána doživotní penze 6000 franků a Niépcovu synu Isidorovi 4000 franků. Téhož roku dne 19. srpna byl vynález fotografie vyhlášen na zasedání akademie věd a připadl státu.
Dne 24. června 1839 Bayard představil 30 papírových fotografií vytvořených přímým pozitivním tiskem v Salle des Commissaires-prisseurs veřejně v Paříži – první fotografická výstava na světě – jeden měsíc před Daguerrem (30. července 1839 mu soud předběžně certifikoval patent). Dne 19. srpna 1839 François Arago zveřejnil před Akademií patent daguerrotypie, který byl přeložen do osmi jazyků během několika měsíců. Přání Hippolyta Bayarda, aby se jeho vynález podařilo zveřejnit nebo uplatnit na trhu s konečnou platností ztroskotalo.
Přestože mohl být Hippolyte Bayard vedle Niépceho, Daguerra a Talbota čtvrtým „duchovním otcem“ v historii fotografie, brzy se v závodu rychle se prosazující komerční daguerrotypie a talbotypie ztratil a existoval jako nezávislý vynálezce fotografie v pozadí.

## První manipulace ve fotografii

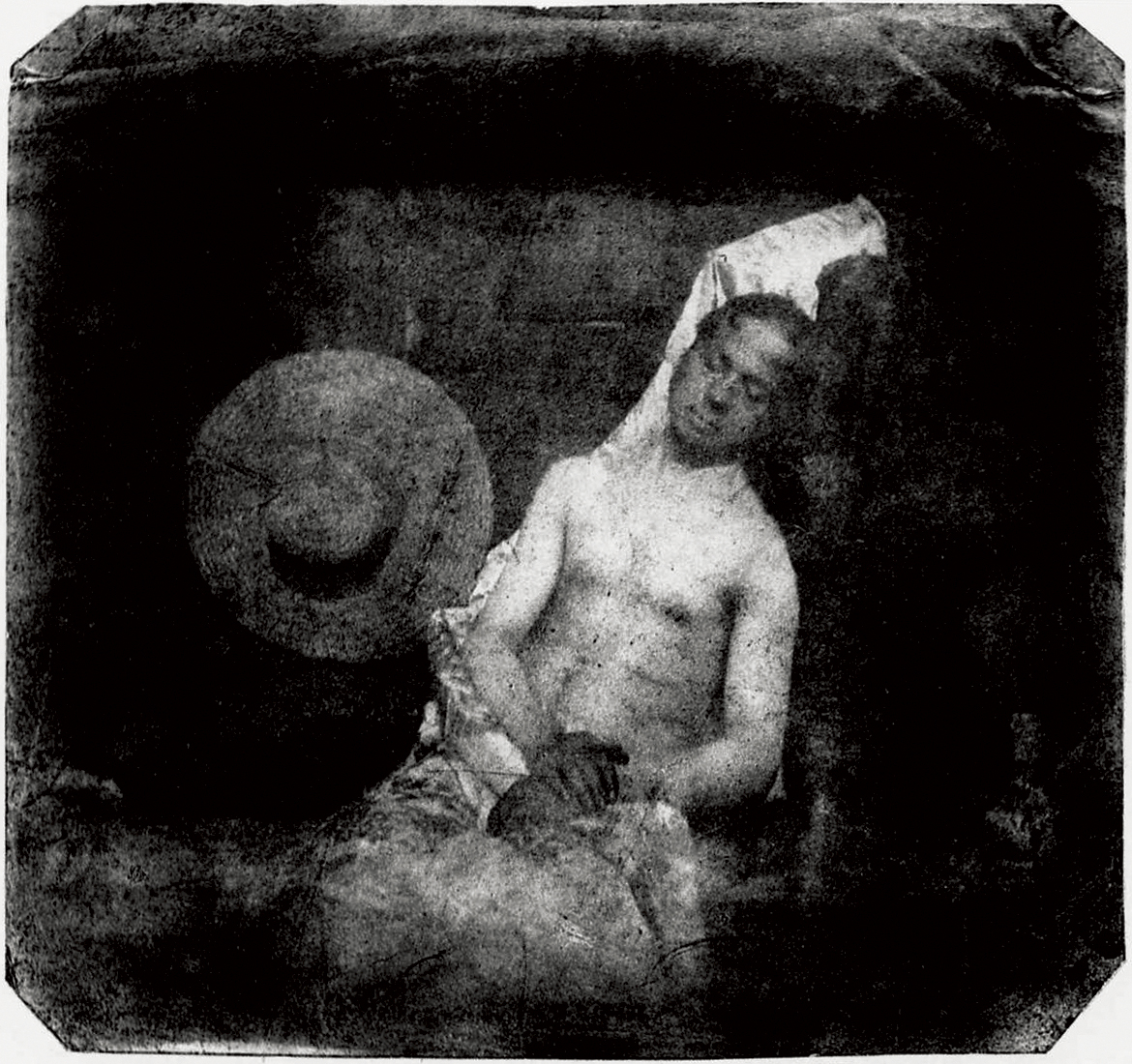
Hippolyte Bayard: Sbohem, krutý světe!, 1840

Hippolyte Bayard je autorem pravděpodobně nejstarší zmanipulované fotografie. Je to autoportrét z 18. října 1840, nazvaný Sbohem, krutý světe! (někdy jako Autoportrét jako utonulý). Bayard sám sebe naaranžoval jako utopeného na protest proti nedostatku oficiálního uznání jeho podílu na vynálezu fotografie (proces kopírování přímých pozitivů). Na fotografii předstírá, že spáchal sebevraždu, jak sedí a naklání se k pravé straně. Snímek na papíře je na zadní straně opatřen textem se sebevražedným prohlášením, v němž uvádí:
| „                                   | „Toto tělo patří H. Bayardovi, vynálezci procesu, který právě vidíte. Pokud vím, tento neúnavný experimentátor byl tři roky zaměstnán svým vynálezem. Vláda, která tolik dala panu Daguerrovi, řekla, že nemůže nic udělat pro pana Bayarda, a ten nešťastník se utopil... Ach ta rozmanitost lidského života! Byl v márnici několik dní, nikdo jej nepoznal, ani si na něho neuplatňoval nárok. Dámy a pánové, měli byste raději poodstoupit aby nebyl raněn váš čich, jelikož – jak můžete vidět – tvář i ruce džentlmena již začínají zahnívat.“ | “ |
| — Hippolyte Bayard, 18. října 1840. | |   |

Tato fotografie je mimo jiné považována za jedno z prvních nahých mužských těl ve fotografii aktu. Na dalším autoportrétu, zhotoveném o sedm let později, je Bayard zachycen při práci v zahradě. Na další fotografii pracuje v ateliéru. Zemřel o skoro padesát let později – v roce 1887 přirozenou smrtí.

## Zastoupení ve sbírkách
Ve sbírkách Musée d’Orsay se nachází originál snímku Zátiší s plastovými soškami. J. Paul Getty Museum v Los Angeles vlastní tři snímky – Autoportrét v zahradě na slaném papíře z roku 1847, přímý pozitivní tisk Aranžované předměty z roku 1842 a Stavební dělník na slaném papíře.

## Galerie

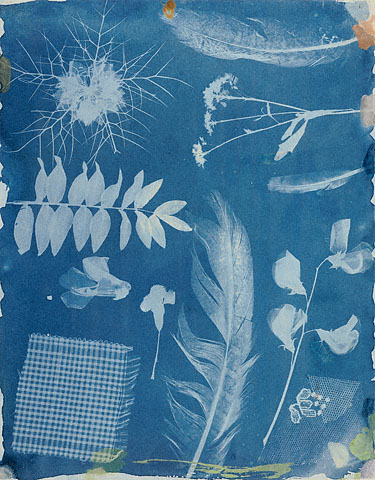
Aranžované předměty, cca 1842, přímý pozitivní tisk
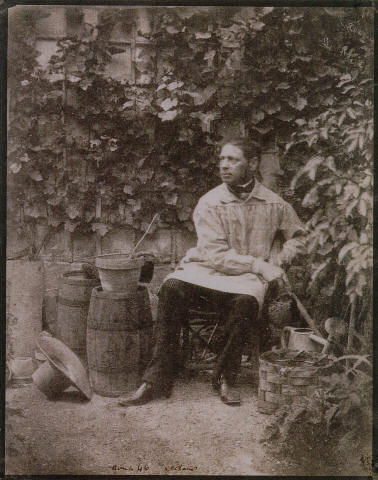
Autoportrét, 17 × 13.4 cm, 1846
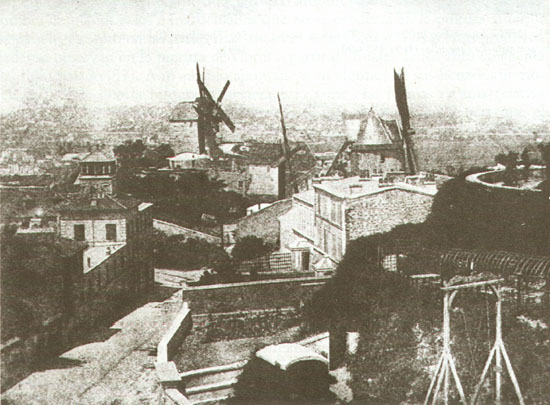
Montmartre, Paříž, cca 1842, ze sbírky Société Héliographique
Dělník v Paříži, 1845–1847, slaný papír
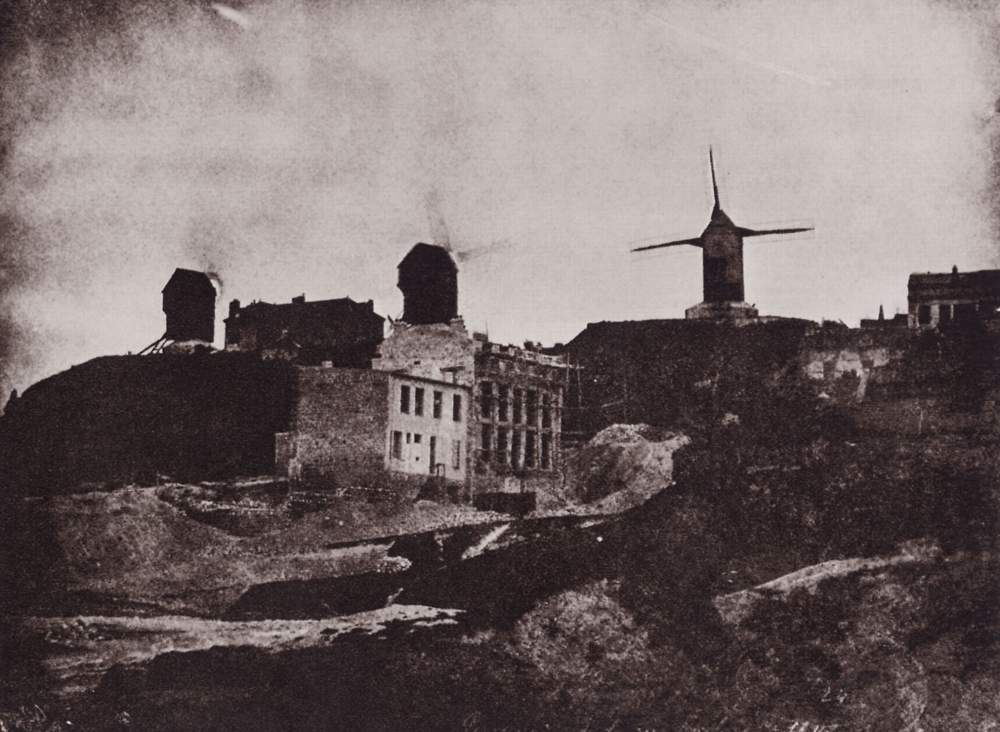
Větrné mlýny na Montmartre, asi 1842